# 天主教什魯斯伯里教區
天主教什魯斯伯里教區（拉丁語：Dioecesis Salopiensis）是英國英格蘭一個羅馬天主教教區。包括什羅普郡和昔日的柴郡。屬伯明翰總教區。
2011年，有201,000名教友，估轄區總人口10.7%，有106個堂區、141名司鐸、50名終身執事、30名修士、129名修女。現任主教為布萊恩·邁克爾·諾布爾。
1850年英格蘭恢復聖統制，升為教區。